# روبرت ميريل
روبرت ميريل (بالإنجليزية: Robert Merrill)‏ هو موسيقي ومغني ومغني أوبرا أمريكي، ولد في 4 يونيو 1917 في بروكلين في الولايات المتحدة، وتوفي في 23 أكتوبر 2004 في نيو روتشيل في الولايات المتحدة.

## وصلات خارجية
- روبرت ميريل على موقع IMDb (الإنجليزية)
- روبرت ميريل على موقع ميوزك برينز (الإنجليزية)
- روبرت ميريل على موقع إن إن دي بي (الإنجليزية)
- روبرت ميريل على موقع أول ميوزيك (الإنجليزية)
- روبرت ميريل على موقع ديسكوغز (الإنجليزية)
- روبرت ميريل على موقع قاعدة بيانات الفيلم (الإنجليزية)